# Amphisbetia furcata
Amphisbetia furcata is een hydroïdpoliep uit de familie Sertulariidae. De poliep komt uit het geslacht Amphisbetia. Amphisbetia furcata werd in 1857 voor het eerst wetenschappelijk beschreven door Trask. 